# Головко, Владимир Ильич (спортсмен)
Владимир Ильич Головко (род. 16 июля 1951, Искитим) — советский и российский спортсмен и тренер; двукратный абсолютный чемпион СССР по тяжёлой атлетике (1976, 1981). Заслуженный мастер спорта СССР по тяжёлой атлетике, почётный гражданин города Искитима (2015). Судья международной категории по тяжёлой атлетике.

## Биография
Родился 16 июля 1951 года в Искитиме, в Новосибирской области.
На протяжении 10 лет являлся членом национальной сборной Советского Союза по тяжелой атлетике. 6-кратный чемпионом СССР, 5-кратный чемпионом России в различных возрастных категориях. Является победителем крупнейших международных соревнований «Кубок Дружбы», «Кубок Балтики». Принимал участие в матчевой встрече: Сборная Европы — Сборная Америки, выступал за сборную Европы.
На счету Владимира Ильича 3 мировых рекорда. В 1977 году он принял участие в Открытом чемпионате Японии где завоевал золотую медаль.
После завершения спортивной карьеры стал заниматься тренерской и функционерской работой. Являлся первым заместителем президента Федерации тяжелой атлетики Новосибирской области. Постоянно принимает участие в качестве консультанта сборной команды Новосибирской области по тяжёлой атлетике.
24 июня 2015 года решением Совета депутатов Владимиру Ильичу Головко присвоено звание «Почетный гражданин города Искитима».
1 июля 2021 года приказом Председателя Общества «Динамо» А. Н. Гулевского награжден медалью «Ветеран Динамо».
Проживает в Искитиме.

## Достижения
- чемпионат СССР по тяжёлой атлетике 1976 — чемпион в категории до 60 кг ;
- чемпионат СССР по тяжёлой атлетике 1981 — чемпион в категории до 60 кг ;
- чемпионат СССР по тяжёлой атлетике 1975 — серебряный призёр в категории до 60 кг ;
- чемпионат СССР по тяжёлой атлетике 1978 — серебряный призёр в категории до 60 кг ;
- чемпионат СССР по тяжёлой атлетике 1980 — серебряный призёр в категории до 60 кг .